# Mihai Mironică
Mihai Mironică (n. 27 august 1973, Constanța, România) este un jurnalist, comentator și moderator român de emisiuni sportive. Acesta are o carieră îndelungată ca angajat al postului de televiziune Pro TV și al posturilor asociate, dedicate sportului.

## Carieră
Mihai Mironică s-a născut la 27 august 1973 în municipiul Constanța, județul Constanța. A practicat tenis timp de aproximativ opt ani, unde a fost coleg de club cu viitorii jucători profesioniști George Cosac și Andrei Pavel. Mironică a declarat că pasiunea sa pentru fotbal a fost influențată și de copilăria petrecută în Constanța într-o perioadă în care Gheorghe Hagi juca la echipa Farul. Dorința de a urma o carieră în jurnalism sportiv a apărut după ascultarea finalei Cupei Campionilor Europeni din 1989, când a recunoscut vocea comentatorului Cristian Țopescu.[notă 1]
Mironică absolvit un liceu de profil economic din municipiul Constanța, după care a urmat și finalizat studiile Facultății de Jurnalism din cadrul Universității din București. În 1993 a devenit unul dintre primii angajați ai Canalului de Sport, care avea să fie cunoscut ca Pro TV începând cu 1995. Conform declarațiilor sale din timpul talk show-ului Hai să fim super!, Mironică fost îndemnat de jurnalistul și colegul său din facultate, Eduard Dârvariu, să încerce să se angajeze la acest post. Primele meciuri de fotbal comentate au fost în cadrul Campionatul Mondial din 1994.
Mironică a comentat sporturi precum tenis, volei, atletism și rodeo; cu toate acestea, este cunoscut în general ca fiind comentator de fotbal. Comentariul meciului din grupele Ligii Campionilor 2006–2007, disputat între Dinamo Kiev și Steaua București, și realizat alături de Costi Mocanu, a fost numit cel mai bun comentariu al anului de către Țopescu. Exclamația lui Mironică, „Du-te, Dică!”, a fost folosită de atunci pentru a face referire la acea perioadă din istoria Stelei. Pentru cariera de comentator, acesta a mai obținut Premiul „Cristian Țopescu” în cadrul premiilor TV Mania din 2005[notă 2] și titlul de cel mai bun comentator sportiv în cadrul Galei Fotbalului Românesc din 2010; de asemenea, a fost nominalizat la Premiile „Ioan Chirilă”, la categoria comentatorul TV al anului, în 2007, 2008 și 2009. Mironică a făcut parte din echipa de comentatori a Campionatelor Europene de Fotbal din 2016 și din 2020, transmise de Pro TV.
Ca moderator de emisiuni sportive, Mironică este cunoscut pentru talk show-urile Ora exactă în sport și SuperLive, care au fost transmise pe Pro Arena.În trecut, a fost co-prezentator, alături de Radu Banciu, al emisiunii Pe bune, transmisă de Sport.ro (în prezent, Pro Arena), și a emisiunii în format radio NocTurme, transmisă de Pro FM. Din 2016, este unul dintre „experții” în pariuri sportive ai platformei online Legalbet.
În ianuarie 2023, acesta este concediat de la Pro Arena pe motiv de ajustare a grilei de programe a canalului trustului Pro și de dezvoltare a stațiilor secundare ale Pro TV, ultima ediție a emisiunii Ora exactă în sport fiind difuzată pe data de 5 februarie 2023. 3 luni mai târziu, în aprilie 2023 acesta semnează cu Prima Sport, unde va fi comentator sportiv, întâlnind pe Emil Grădinescu și Costi Mocanu.

## Viață personală
Mironică este susținător al echipei de fotbal Farul Constanța din perioada copilăriei, întrucât reprezenta orașul său natal. De asemenea, este susținător al echipei engleze Liverpool FC; meciul dintre aceasta și AC Milan, disputat în finala din 2005 a Ligii Campionilor, a fost numit de către Mironică „cel mai frumos meci pe care l-am comentat vreodată”.
Este admirator al formației germane de heavy metal Rammstein.